# Siwat Jumlongkul
Siwat Jumlongkul (tiếng Thái: ศิวัช จำลองกุล; hay còn gọi là Mark (tiếng Thái: มาร์ค), sinh ngày 30 tháng 3 năm 2000) là một nam diễn viên, ca sĩ, vũ công, người mẫu người Thái Lan. Anh được biết đến qua vai diễn Kengkla trong bộ phim Tình cờ yêu phát sóng năm 2018 và phần tiếp theo A chance to love phát sóng năm 2020. Ngày 9 tháng 10 năm 2020, Mark ra mắt đĩa đơn kỹ thuật số đầu tiên mang tên "Sigh" với tư cách ca sĩ. Anh cũng sở hữu thương hiệu quần áo của riêng mình "BLVD".

## Tiểu sử và học vấn
Mark sinh ngày 30 tháng 3 năm 2000 tại Chon Buri, Thái Lan trong một gia đình bình thường có bố là binh sĩ và mẹ là giáo viên, anh là con lai ba dòng máu Thái, Pháp và Ý. Mark theo học chuyên ngành Truyền thông đại chúng tại Đại học Srinakharinwirot và tốt nghiệp năm 2022. Anh có cơ duyên với diễn xuất qua Instagram, nơi anh đăng những tấm ảnh ngẫu nhiên của mình và có người đã liên hệ đề nghị anh tham gia một buổi casting ở Băng Cốc. Sau này Mark chọn học ở Băng Cốc để theo đuổi các cơ hội trong ngành giải trí, đồng thời nghiên cứu về điện ảnh và truyền thông kỹ thuật số nhằm nỗ lực phát triển sự nghiệp mơ ước của mình.

## Sự nghiệp
Mark bắt đầu sự nghiệp diễn xuất của mình với vai phụ Be trong phim truyền hình lấy đề tài kinh dị Please... Siang Riak Winyan công chiếu tháng 7 năm 2017 tại Thái Lan. Tháng 8 cùng năm, phim tình cảm đồng tính I am your king phát sóng, Mark vào vai August, đây là bộ phim đầu tiên anh tham gia diễn chính.
Tháng 8 năm 2018, Mark sắm vai Kengkla trong Tình cờ yêu, bộ phim đã giúp anh được khán giả biết đến nhiều hơn qua màn ảnh nhỏ. Tháng 9 cùng năm, anh đóng vai phụ trong phim Linh hồn tạm trú.
Tháng 9 năm 2019, Mark vào vai Kun trong bộ phim With love. Tháng 9 cùng năm, anh diễn vai khách mời Kengkla trong TharnType: The Series. Tháng 11, loạt phim gốc Netflix đầu tiên của Thái Lan mang tên The Stranded do anh đóng chính được phát sóng trên toàn cầu.
Tháng 7 năm 2020, Mark vào vai Dan trong phim truyền hình dài tập chủ đề kinh dị Long Khong. Tháng 9 cùng năm, anh tiếp tục vào vai Kengkla trong phần 2 của bộ phim Tình cờ yêu mang tên A chance to love. Ngày 9 tháng 10, Mark ra mắt đĩa đơn kỹ thuật số đầu tiên mang tên "Sigh".
Năm 2021, Mark được bổ nhiệm làm Đại sứ Trọng tài (Arbitration Ambassador) đầu tiên tại Trung tâm Trọng tài Thái Lan (Thailand Arbitration Centre – THAC).

## Danh sách phim

### Phim điện ảnh
| Năm  | Tên phim                                                               | Vai   | Ghi chú       |
| ---- | ---------------------------------------------------------------------- | ----- | ------------- |
| 2018 | Linh hồn tạm trú (Homestay / โฮมสเตย์)                                  |       | Vai khách mời |
| 2019 | Love: Must Slap (รักต้องตบ)                                              |       | Vai chính     |
| 2022 | A cup of Tea (หวนรักกลิ่นไอชา)                                            | Cheng | Vai chính     |
| 2023 | Kitakyushu thân mến (Dear Kitakyushu / 拝啓、北九州)                   |       | Vai chính     |
| 2024 | Chuyện ma giảng đường - Học kỳ 3 (Haunted Universities Three / เทอม 3) | Halay | Vai chính     |

### Phim truyền hình
| Năm  | Tên phim                                                     | Vai                      | Ghi chú       |
| ---- | ------------------------------------------------------------ | ------------------------ | ------------- |
| 2017 | Gọi Hồn (Please... Siang Riak Winyan / Please เสียงเรียกวิญญาณ) | Be                       | Vai phụ       |
| 2017 | I Am Your King (ผมขอสั่งให้คุณ)                                  | August                   | Vai chính     |
| 2018 | Tình cờ yêu (Love by Chance)                                 | Kengkla                  | Vai chính     |
| 2019 | With Love                                                    | Kun                      | Vai chính     |
| 2019 | TharnType: The Series (เกลียด นักมาเป็นที่รักกันซะดีๆ)               | Kengkla                  | Vai khách mời |
| 2019 | The Stranded                                                 | Jack                     | Vai chính     |
| 2020 | Long Khong                                                   | Dan                      | Vai chính     |
| 2020 | Love by Chance 2: A Chance to Love                           | Kengkla                  | Vai phụ       |
| 2021 | Bite Me                                                      | Aek                      | Vai chính     |
| 2022 | Meow Ears Up                                                 | Porsche                  | Vai khách mời |
| 2022 | Rose In Da House                                             | Bản thân                 | Vai chính     |
| 2022 | Love Mechanics                                               | Người đàn ông ở siêu thị | Vai khách mời |
| 2022 | You Light Up My Life Again                                   | Charlie                  | Vai phụ       |
| 2022 | Chuyện kinh dị trường học (School Tales the Series)          | Boy                      | Vai chính     |
| 2023 | Escape to Homestay                                           | Kan                      | Vai chính     |
| 2024 | Jack and Joker                                               | Aran                     | Vai phụ       |
| TBA  | Homeroom                                                     |                          | Vai phụ       |